# Krig och fred (film, 1956)
Krig och fred (engelska: War and Peace, italienska: Guerra e pace), är en amerikansk-italiensk episk dramafilm från 1956 i regi av King Vidor. som är baserad på Lev Tolstojs roman med samma namn, och utspelar sig under Napoleonkrigen.

## Rollista
- Audrey Hepburn - Natasja Rostova
- Henry Fonda - Pierre Bezuchov

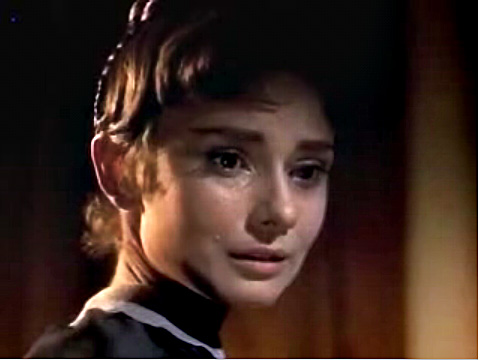
Audrey Hepburn som Natasja Rostova

- Mel Ferrer - Furst Andrej Bolkonskij
- Vittorio Gassman - Anatole
- Herbert Lom - Napoleon
- Oskar Homolka - Gen. Kutuzov
- Anita Ekberg - Helene
- Helmut Dantine - Dolochov
- Barry Jones - Greve Rostov
- Lea Seidl - Grevinnan Rostova
- May Britt - Sonja Rostov
- Jeremy Brett - Nikolaj Rostov
- Tullio Carminati - Furst Vasilij Kuragin

### Fotnoter
1. ↑  Bo Löfvendahl (30 september 2006). ”La Ekberg har grepp om ministern”. Svenska dagbladet. http://www.svd.se/la-ekberg-har-grepp-om-ministern. Läst 22 januari 2017.